# Liste der Stolpersteine in Frankfurt-Bockenheim
Die Liste der Stolpersteine in Frankfurt am Main führt die vom Künstler Gunter Demnig verlegten Stolpersteine in Frankfurt am Main auf. Die Initiative Stolpersteine in Frankfurt am Main e. V. hat seit November 2003 die Verlegung von ca. 2000 Stolpersteinen, mindestens fünf Kopfsteinen und mindestens vier Stolperschwellen veranlasst. Die Initiative wird von der Stadt Frankfurt sowie von zahlreichen Institutionen, darunter das Jüdische Museum und das Institut für Stadtgeschichte unterstützt.
Die Steine erinnern an Menschen, die während der Zeit des Nationalsozialismus verfolgt, verhaftet, gequält, entrechtet, zur Flucht oder zum Suizid getrieben oder ermordet wurden. An ihrem letzten frei gewählten Wohnort in Frankfurt erinnern die Steine an alle Opfer des Nationalsozialismus: an Juden, Sinti und Roma, politisch Verfolgte, Zeugen Jehovas, Homosexuelle und Zwangsarbeiter, an als „asozial“ gebrandmarkte Menschen und an die Opfer der sogenannten „Euthanasie“-Morde an Kranken und Behinderten.
Im Oktober 2018 verlegte Gunter Demnig in Frankfurt den europaweit siebzigtausendsten Stein.
Die Stadtteile sind nach der Liste der Stadtteile von Frankfurt am Main angelegt. In den nicht gelisteten Stadtteilen liegen bislang keine Stolpersteine.
Über die hinter den Namen der Opfer liegenden Links lässt sich die zugehörige Biographie auf der Homepage der Stadt Frankfurt aufrufen.

## Liste
| Adresse                                                                                              | Name                     | Verfolgungsschicksal | Verlegedatum       | Bild | Anmerkung               |
| --- | ------------------------ | --- | ------------------ | --- | ----------------------- |
| Adalbertstraße 6 · (ehemals 6b) ·                                                                    | Bernhardine Goldschmidt  | Bernhardine Goldschmidt, geb. Katz geb. 13.5.1889 Deportation: 11.11.1941 Minsk tod unbekannt                                                                                               | 01. Juli 2025      | |                         |
| Adalbertstraße 6 · (ehemals 6b) ·                                                                    | Lieselotte Goldschmidt   | Lieselotte Goldschmidt 2.6.1914 Flucht: 1936 Südafrika | 01. Juli 2025      | |                         |
| Adalbertstraße 6 · (ehemals 6b) ·                                                                    | Elfriede Goldschmidt     | Elfriede Goldschmidt geb. 22.9.1917 Flucht: 1938 USA | 01. Juli 2025      | |                         |
| Zeppelinallee 35 ·                                                                                   | Jenny Merzbach           | Jenny Merzbach, geb. Spier geb. 25.7.1880 Flucht: 1937 Holland Haft: 21.11.1942 Gefängnis Scheveningen 16.12.1942 Durchgangslager Westerbork Deportation: 14.9.1943 Auschwitz tod 17.9.1943 | 01. Juli 2025      | |                         |
| Zeppelinallee 35 ·                                                                                   | Peter Merzbach           | Peter Merzbach geb. 21.9.1907 Flucht: 1934 Holland 1938 USA | 01. Juli 2025      | |                         |
| Zeppelinallee 35 ·                                                                                   | Susanne Merzbach         | Susanne Merzbach geb. 25.10.1911 Flucht: 1933 Belgien und Frankreich 1933 Mit Hilfe überlebt                                                                                                | 01. Juli 2025      | |                         |
| Zeppelinallee 35 ·                                                                                   | Anneliese Schmidt        | Anneliese Schmidt, geb. Merzbach geb. 4.9.1906 Haft: 1.11.1941 KZ Ravensbrück „verlegt“ Tötungsanstalt Bernburg tod 1.5.1942                                                                | 01. Juli 2025      | |                         |
| Jügelstraße 7 · heute Bockenheimer Landstraße 133 · (Neue Mensa) · Ausgang Bockenheimer Landstraße · | Walter Grossmann         | Walter Grossmann geb. 20.03.1903 gedemütigt, entrechtet 1933 Berufsverbot, Zwangsarbeit im Harz befreit                                                                                     | 25. Sep. 2023      | |                         |
| Jügelstraße 7 · heute Bockenheimer Landstraße 133 · (Neue Mensa) · Ausgang Bockenheimer Landstraße · | Hilde Grossmann          | Hilde Grossmann geb. 13.06.1914 gedemütigt, entrechtet, Verhöre durch Gestapo Misshandlungen Flucht in den Tod 04.12.1943                                                                   | 25. Sep. 2023      | |                         |
| Zeppelinallee 7 · östliche Seite der · Universitätsbibliothek Johann Christian Senckenberg ·         | Georg Silberstein        | Georg Silberstein geb. 15.6.1878 Deportation 22.11.1941 Kowno/Kaunas Fort IX tot 25.11.2941                                                                                                 | 22. Aug. 2023      | |                         |
| Zeppelinallee 7 · östliche Seite der · Universitätsbibliothek Johann Christian Senckenberg ·         | Susanne Silberstein      | Susanne Silberstein geb. 4.3.1881 geb. Oppenheimer, verw. Fuchs Deportation 22.11.1941 Kowno/Kaunas Fort IX tot 25.11.2941                                                                  | 22. Aug. 2023      | |                         |
| Adalbertstraße 62 ·                                                                                  | Else Straus              | Else Straus geb. Hess Jg. 1901 Flucht 1937 Argentinien | 2. Juli 2023       | |                         |
| Adalbertstraße 62 ·                                                                                  | Siegfried Straus         | Siegfried Straus Jg. 1891 Flucht 1937 Argentinien | 2. Juli 2023       | |                         |
| Adalbertstraße 62 ·                                                                                  | Anita Straus             | Anita Straus Jg. 1923 Flucht 1937 Argentinien | 2. Juli 2023       | |                         |
| Jordanstraße 13 ·                                                                                    | Karl Reinheimer          | Karl Reinheimer geb. 04.11.1876 Deportation 22.11.1941 Kowno/Kaunas Fort IX ermordet 25.11.2941                                                                                             | 16. Mai 2023       | |                         |
| Jordanstraße 13 ·                                                                                    | Sofie Reinheimer         | Sofie Reinheimer geb. Stern geb. 09.10.1878 Deportation 22.11.1941 Kowno/Kaunas Fort IX ermordet 25.11.2941                                                                                 | 16. Mai 2023       | |                         |
| Jordanstraße 13 ·                                                                                    | Erna Reinheimer          | Erna Reinheimer Jg. 1905 Gedemütigt/entrechtet tot 22.3.1939 | 16. Mai 2023       | |                         |
| Zeppelinallee 77 ·                                                                                   | Ludwig Beckhardt         | Ludwig Beckhardt geb. 7.8.1888 Haft: 1938 KZ Buchenwald Flucht August 1941 USA | 15. Mai 2023       | |                         |
| Zeppelinallee 77 ·                                                                                   | Hubertine Beckhardt      | Hubertine Beckhardt geb. Nütten geb. 18.3.1897 Flucht August 1941 USA | 15. Mai 2023       | |                         |
| Zeppelinallee 77 ·                                                                                   | Lieselotte Beckhardt     | Lieselotte Beckhardt geb. 14.11.1928 Flucht August 1941 USA | 15. Mai 2023       | |                         |
| Zeppelinallee 77 ·                                                                                   | Helene Beckhardt         | Helene Beckhardt geb. 16.10.1933 Flucht August 1941 USA | 15. Mai 2023       | |                         |
| Blanchardstraße 20 ·                                                                                 | Walter Ellinger          | Walter Ellinger Jg. 1899 'Schutzhaft' 1938 Buchenwald Flucht 1939 USA | 4. März 2023       | |                         |
| Schloßstraße 117 ·                                                                                   | Richard Gerson Cohn      | Richard Gerson Cohn 4. 1.1887 Deportation: 1938 Buchenwald 29.11.1942 ab Berlin Auschwitz tod unbekannt                                                                                     | 11. Mai 2022       | |                         |
| Schloßstraße 117 ·                                                                                   | Margot Cohn              | Margot Cohn, geb. Friedmann 25.1.1891 Deportation: 29.11.1942 ab Berlin Auschwitz tod unbekannt                                                                                             | 11. Mai 2022       | |                         |
| Schloßstraße 117 ·                                                                                   | Kurt Cohn                | Kurt Cohn 02.12.1919 Flucht: 1939 Bolivien, Uruguay | 11. Mai 2022       | |                         |
| Schloßstraße 117 ·                                                                                   | Helga Jenny Cohn         | Helga Jenny Cohn 02.09.1923 Flucht: August 1938 Frankreich Mai 1939 England | 11. Mai 2022       | |                         |
| Marburger Straße 16 ·                                                                                | Georg Bernard            | Georg Bernard 29.4.1876 Haft 29.5.1934 Frankfurter Polizeigefängnis 7.11.1934 Esterwegen Haft 4.9.1941, 22. 8. 1944 Frankfurter Polizeigefängnis 16.9.1944 „Schutzhaft“ Dachau tod 4.3.1945 | 11. Mai 2022       | | siehe auch Wiki Artikel |
| Ludolfusstaße 9 ·                                                                                    | Moritz Abeles            | Moritz Abeles Jg. 1887 Flucht 1936 USA | 11. Mai 2022       | |                         |
| Ludolfusstaße 9 ·                                                                                    | Elsie Abeles             | Elsie Hilde Abeles, geb. Szamatolski Jg. 1886 Flucht 1936 USA | 11. Mai 2022       | |                         |
| Ludolfusstaße 9 ·                                                                                    | Anne-Marie Abeles        | Anne-Marie Abeles Jg. 1919 Flucht 1936 USA | 11. Mai 2022       | |                         |
| Ludolfusstaße 9 ·                                                                                    | Max Günther Abeles       | Max Günther Abeles Jg. 1925 Flucht 1936 USA | 11. Mai 2022       | |                         |
| Ludolfusstaße 9 ·                                                                                    | Karoline Schauss         | Karoline Schauss Jg. 1919 Flucht 1936 USA | 11. Mai 2022       | |                         |
| Leipziger Straße 34 ·                                                                                | Gertrud Maaß             | Gertrud Maaß, geb. Heidenfeld geb. 15.4.1876 Flucht 1941 Shanghai 30.12.1941 | 11. Mai 2022       | |                         |
| Leipziger Straße 34 ·                                                                                | Siegmund Maaß            | Siegmund Maaß geb. 27.3.1869 deportiert Juli 1942 Theresienstadt September 1942 Treblinka tod unbekannt                                                                                     | 11. Mai 2022       | |                         |
| Zeppelinallee 47 ·                                                                                   | Alma Rosa Lehmann        | Alma Rosa Lehmann geb. Schuster geb. 23.11.1886 Flucht 1938 USA | 05. Sep. 2021      | |                         |
| Zeppelinallee 47 ·                                                                                   | Erich Leo Lehmann        | Erich Leo Lehmann geb. 20.11.1917 Flucht 1933 USA | 05. Sep. 2021      | | siehe auch Wiki Artikel |
| Zeppelinallee 47 ·                                                                                   | Julius Lehmann           | Julius Lehmann geb. 21.11.1884 Flucht 1933 USA | 05. Sep. 2021      | | siehe auch Wiki Artikel |
| Zeppelinallee 47 ·                                                                                   | Richard Lehmann          | Richard Lehmann geb. 06.01.1920 Flucht 1933 mit Hilfe Schweden tot 20.7.1933 | 05. Sep. 2021      | |                         |
| Frauenlobstraße 13 ·                                                                                 | Karl S. Bär              | Karl S. Bär geb. 1.3.1886 Flucht Mai 1937 Schweiz 1941 USA | 24. Juni 2019      | |                         |
| Frauenlobstraße 13 ·                                                                                 | Gretel Bär               | Gretel Bär geb. Kuch Jg. 1900 Flucht 1937 Schweiz 1939 USA | 24. Juni 2019      | |                         |
| Rohmerplatz 27 ·                                                                                     | Hedwig Hirschmann        | Hedwig Hirschmann, geb. Scheuer geb. 30.7.1894 Deportation: 24. Mai 1942 Izbica Tod Unbekannt                                                                                               | 23. Juni 2019      | |                         |
| Rohmerplatz 27 ·                                                                                     | Helmut Martin Hirschmann | Helmut Martin Hirschmann geb. 11.3.1922 Flucht: 1939 Palästina | 23. Juni 2019      | |                         |
| Rohmerplatz 27 ·                                                                                     | Margot Hirschmann        | Margot Hirschmann geb. 29.5.1925 Flucht: April 1939 England Kindertransport | 23. Juni 2019      | |                         |
| Gräfstraße 49 ·                                                                                      | Hilde Höxter             | Hilde Höxter geb. 30.6.1921 Flucht Kindertransport 1939 England | 19. Mai 2018       | |                         |
| Große Seestraße 11 ·                                                                                 | Salomon Roth             | Salomon Roth geb. 3.8.1879 Haft 1938 Buchenwald Deportiert 1943 Auschwitz tod 30.10.1943 | 19. Mai 2018       | |                         |
| Am Leonhardsbrunn 7 ·                                                                                | Eduard Schwarzschild     | Eduard Schwarzschild geb. 23.05.1875 Gedemütigt entrechtet Flucht in den Tod 23.1.1939 | 22. Juni 2017      | Stolperstein am Leonhardsbrunn 7 Schwartzschild Eduard                                                                                            |                         |
| Am Leonhardsbrunn 7 ·                                                                                | Maximilian Schwarzschild | Maximilian Schwarzschild geb. 10.11.1910 1934 Flucht Frankreich Deportiert 1942 Auschwitz ermordet                                                                                          | 22. Juni 2017      | Stolperstein am Leonardsbrunn 7 Schwartzschild Maximilian                                                                                         |                         |
| Am Leonhardsbrunn 7 ·                                                                                | Blanche Schwarzschild    | Blanche Schwarzschild geb. 3.9.1885 1941 Flucht USA | 22. Juni 2017      | Stolperstein am Leonardsbrunn 7 Schwartzschild Blanche                                                                                            |                         |
| Am Leonhardsbrunn 7 ·                                                                                | Franz Schwarzschild      | Franz Schwarzschild geb. 19.03.1920 1938 Flucht USA | 22. Juni 2017      | Stolperstein am Leonardsbrunn 7 Schwartzschild Franz                                                                                              |                         |
| Am Leonhardsbrunn 7 ·                                                                                | Lilo Schwarzschild       | Lilo Schwarzschild geb. 19.02.1912 1938 Flucht USA | 22. Juni 2017      | Stolperstein am Leonardsbrunn 7 Schwartzschild Lilo                                                                                               |                         |
| Am Leonhardsbrunn 7 ·                                                                                | Heinz Schwarzschild      | Hier wohnte Heinz Schwarzschild geb. 11.09.1917 1938 Flucht USA | 22. Juni 2017      | Stolperstein am Leonardsbrunn 7 Schwartzschild Heinz                                                                                              |                         |
| Voltastraße 55 ·                                                                                     | Bernhard Kell            | Bernhard Kell geb. 21.1.1874 Verhaftet 20.5.1938 Frankfurt am Main Buchenwald Dachau Lublin ermordet 18.2.1944                                                                              | 18. Mai 2015       | Stolperstein Voltastr 55 Kell Bernhard |                         |
| Hamburger Allee 58 ·                                                                                 | Karl Finkernagel         | Karl Finkernagel geb. 29.8.1869 deportiert Buchenwald ermordet 24.8.1937 | 18. Mai 2015       | |                         |
| Robert-Mayer-Straße 47 ·                                                                             | Gustav Tellgmann         | Gustav Tellgmann geb. 22.10.1891 Volksgerichtshof ermordet 26.2.1945 | 18. Mai 2015       | | Siehe auch Wiki Artikel |
| Broßstraße 7 ·                                                                                       | Moritz J. Steinthal      | Moritz J. Steinthal geb. 27.8.1869 Suizid 12.3.1943 | 11. Mai 2012       | Stolpersteine Broßstr 7 Moritz Steinthal |                         |
| Gräfstraße 49 ·                                                                                      | Alma Hoexter             | Alma Hoexter geb. Schmidt geb. 11.8.1894 Suizid 9.5.1942 | 11. Mai 2012       | Stolperstein Gräfstraße 49 Hoexter Alma |                         |
| Gräfstraße 49 ·                                                                                      | Ernst Hoexter            | Ernst Hoexter geb. 28.1.1894 Suizid 7.5.1942 | 11. Mai 2012       | Stolperstein Gräfstraße 49 Hoexter Ernst |                         |
| Gräfstraße 49 ·                                                                                      | Werner Hoexter           | Werner Hoexter geb. 3.6.1926 Suizid 7.5.1942 | 11. Mai 2012       | Stolperstein Gräfstraße 49 Hoexter Werner |                         |
| Marburger Straße 9 ·                                                                                 | Hagar Martin Brown       | Hagar Martin Brown geb. 14.10.1889 verhaftet 1939 Tod 3.6.1940 | 13. September 2009 | Stolperstein Marburgerstraße 9 Hagar Martin Brown                                                                                                 |                         |
| Robert-Mayer-Straße 48 ·                                                                             | Paul Sonntag             | Paul Sonntag geb. 10.2.1890 hingerichtet in Brandenburg Goerden am 20.4.1945 | 21. Juni 2013      | Stolpersteine Robert-Mayer-Straße 48 | Siehe auch Wiki Artikel |
| Rödelheimer Landstraße 130 ·                                                                         | Gustav Rosenthal         | Gustav Rosenthal geb. 15.12.1873 deportiert am 1.9.1942 nach Theresienstadt und 1944 nach Auschwitz ermordet                                                                                | 19. Oktober 2009   | Stolperstein Rödelheimer Landstraße 130 Gustav Rosenthal                                                                                          |                         |
| Rödelheimer Landstraße 130 ·                                                                         | Rosa Rosenthal           | Rosa Rosenthal geb. Odenheimer geb. 27.11.1874 deportiert am 1.9.1942 nach Theresienstadt Tod am 29.09.1942                                                                                 | 19. Oktober 2009   | Stolperstein Rödelheimer Landstraße 130 Rosa Rosenthal                                                                                            |                         |
| Schloßstraße 120 · { ·                                                                               | Klara Breslau            | Klara Breslau geb. Auerbacher geb. 1.12.1892 deportiert 19.10.1941 Łódź Tod unbekannt | 13. September 2005 | Stolperstein Schlossstrasse 120 für Klara Breslau Freigabe [Ticket#2013102810006014] erteilt von Initiative Stolpersteine Frankfurt am Main e. V. |                         |
| Schloßstraße 120 · { ·                                                                               | Paul Breslau             | Paul Breslau geb. 19.10.1877 deportiert 19.10.1941 Łódź Tod am 6.4.1942 | 13. September 2005 | Stolperstein Schlossstrasse 120 Paul Breslau Freigabe [Ticket#2013102810006014] erteilt von Initiative Stolpersteine Frankfurt am Main e. V.      |                         |
| Schloßstraße 120 · { ·                                                                               | Lore Breslau             | Lore Breslau geb. 9.9.1923 deportiert 19.10.1941 Łódź Tod unbekannt | 13. September 2005 | Stolperstein Schlossstrasse 120 Lore Breslau Freigabe [Ticket#2013102810006014] erteilt von Initiative Stolpersteine Frankfurt am Main e. V.      |                         |
| Sophienstraße 12 ·                                                                                   | Arthur Bienes            | Arthur Bienes geb. 26.7.1889 Flucht 1935 nach Amsterdam deportiert 1.5.1943 in das Durchgangslager Westerbork deportiert am 15.2.1944 in das KZ Bergen-Belsen ermordet am 9.1.1945          | 21. Juni 2013      | Stolperstein Sophienstraße 12 Bienes Arthur |                         |
| Sophienstraße 12 ·                                                                                   | Hermine Bienes           | Hermine Bienes geb. Cohen geb. 14.1.1893 Flucht 1935 nach Amsterdam deportiert am 1.5.1943 in das Durchgangslager Westerbork deportiert 15.2.1944 in das KZ Theresienstadt Befreit          | 21. Juni 2013      | Stolperstein Sophienstraße 12 Bienes Hermine |                         |
| Sophienstraße 12 ·                                                                                   | Marion Bienes            | Marion Bienes geb. 28.8.1925 Flucht 1935 nach Amsterdam deportiert Okt. 1943 in das Durchgangslager Westerbork deportiert Feb. 1944 in das KZ Bergen-Belsen Befreit                         | 21. Juni 2013      | Stolperstein Sophienstraße 12 Bienes Marion |                         |
| Sophienstraße 12 ·                                                                                   | René Bienes              | René Bienes geb. 1.2.1928 Flucht 1935 nach Amsterdam deportiert am 1.5.1943 in das Durchgangslager Westerbork deportiert 15.2.1944 in das KZ Theresienstadt Tod im April 1945               | 21. Juni 2013      | Stolperstein Sophienstraße 12 Bienes Rene |                         |
| Sophienstraße 12 ·                                                                                   | Ludwig Weil              | Ludwig Weil geb. 18.2.1873 deportiert am 19.10.1941 nach Łódź Tod am 30.12.1941 | 13. September 2005 | Stolperstein Sophienstrasse 12 für Ludwig Weil |                         |
| Sophienstraße 12 ·                                                                                   | Henny Weil               | Henny Weil geb. 1.5.1925 deportiert am 19.10.1941 nach Łódź Tod unbekannt | 13. September 2005 | Stolperstein Sophienstrasse 12 für Henny Weil |                         |
| Sophienstraße 12 ·                                                                                   | Linda Weil               | Linda Weil geb. Herzfeld geb. 15.9.1887 deportiert am 19.10.1941 nach Łódź Tod unbekannt | 13. September 2005 | Stolperstein Sophienstrasse 12 für Linda Weil |                         |
| Varrentrappstraße 57 ·                                                                               | Georg Wagner             | Georg Wagner geb. 19.3.1892 deportiert am 11.11.1941 nach Minsk Tod unbekannt | 21. Juni 2013      | Stolpersteine varrentrappstr 57 |                         |
| Am Weingarten 10 ·                                                                                   | Marcus Zamojre           | Marcus Zamojre geb. 15.5.1893 Flucht 1940 Jugoslawien, Italien, 1944 Auschwitz ermordet | 19. November 2013  | Stolperstein Am Weingarten 10 Zamojre Marcus |                         |
| Am Weingarten 10 ·                                                                                   | Ellinor Zamojre          | Ellinor Zamojre geb. 15.5.1889 1942 unbekannt unbekannt | 19. November 2013  | Stolperstein Am Weingarten 10 Zamojre Ellinor |                         |
| Am Weingarten 10 ·                                                                                   | Josef Zamojre            | Josef Zamojre geb. 28.6.1921 Flucht 1940 Jugoslawien, Italien, 1944 Auschwitz überlebt | 19. November 2013  | Stolperstein Am Weingarten 10 Zamojre Josef |                         |
| Sophienstraße 29 ·                                                                                   | Martin Pawel             | Martin Pawel geb. 5.12.1893 deportiert ? Brandenburg ermordet 1.10.1940 | 23. Juni 2014      | Stolpersteine Sophienstraße 29 |                         |
| Varrentrappstraße 47 ·                                                                               | Walter Höxter            | Walter Höxter geb. 20.9.1921 deportiert ? KZ Auschwitz ermordet 11.2.1943 | 21. Juni 2014      | Stolperstein Varrentrappstrape 47 Höxter Walter                                                                                                   |                         |
| Varrentrappstraße 49 ·                                                                               | Emma Wetterhahn          | Emma Wetterhahn geb. 7.11.1892 Deportiert , KZ Kaunas ermordet 25.11.1941 | 21. Juni 2014      | Stolperstein Varrentrappstr 47 Wetterhahn Emma |                         |
| Varrentrappstraße 49 ·                                                                               | Sigmund Wetterhahn       | Sigmund Wetterhahn geb. 20.2.1887 Deportiert , KZ Kaunas ermordet 25.11.1941 | 21. Juni 2014      | Stolperstein Varrentrappstr 47 Wetterhahn Sigmund                                                                                                 |                         |
| Varrentrappstraße 49 ·                                                                               | Ruth Wetterhahn          | Ruth Wetterhahn geb. 9.4.1925 Deportiert , KZ Auschwitz ermordet | 21. Juni 2014      | Stolperstein Varrentrappstr 47 Wetterhahn Ruth |                         |
| Leipzigerstraße 19 ·                                                                                 | Adam Haag                | Adam Haag geb. 20.1.1876 Deportiert , Hadamar ermordet 12.3.1941 | 21. Juni 2014      | Stolpersteine leipzigerstr 19 |                         |